# 江戸前鮨職人きららの仕事
『江戸前鮨職人きららの仕事』（えどまえすししょくにん きららのしごと）は、原作：早川光、作画：橋本孤蔵による日本の漫画作品。およびこれを原作とするテレビドラマ作品。

## 概要
2002年、集英社の『MANGAオールマン』10号より連載開始するも、同誌の休刊（同年15号）により、『スーパージャンプ』（同社）に連載誌を移し2002年19号より連載再開。2007年16号で第一部が終了（単行本は全16巻）。
当初は祖父が倒れたためにヒロインの海棠きららが1人で下町の鮨屋を切り盛りしていくという内容だったが、『スーパージャンプ』移籍後、ライバル・坂巻慶太の登場により、鮨職人同士が腕前を競い合うスシバトル漫画に変貌した。
第一部終了後、坂巻慶太が主人公を務めるスピンオフ作品『渡職人残侠伝 慶太の味』を『スーパージャンプ』の増刊誌『オースーパージャンプ』（同社）同年17号より23号まで連載。2008年新年1号より2010年7号まで第二部である『江戸前鮨職人きららの仕事 ワールドバトル』が連載された（単行本は全7巻）。
2005年には国仲涼子主演で単発テレビドラマ化もされている。

## 登場人物
海棠 きらら（かいどう きらら）
幼い頃母を亡くし、鮨職人の祖父に育てられたため、伝統的な本手返しが使える。祖父が病に倒れ、1人で店を切り盛りしようとするが力不足を痛感。唐津にある名店「辰巳ずし」へ修業に向かうが、「すし慶太」の攻勢により辰巳ずしは窮地に立っていた。店を救うため坂巻に勝負を挑み、奇跡的に勝利する。帰京後、自宅の鮨屋・藤重を守るため「スシバトル」に参戦。祖父や秤谷から江戸前鮨の伝統技術を継承した「江戸前最後の遺伝子」。スシバトルでは決勝進出を果たし、潜在能力を開花させたが、坂巻に及ばず準優勝に終わった。その後、自分に足りないものを探すため渡り職人として旅立った。海外を含む2年あまりの修業ののち、銀座「きなり」に戻る。
坂巻 慶太（さかまき けいた）
江戸前鮨職人として銀座で10年間修業、渡り職人を経たのち、九州で回転寿司チェーン「すし慶太」を開業し業界の風雲児となる。ライバル店潰し（と、石塔返し習得）のために辰巳ずしを手に入れようとするが、海棠きららにまさかの敗北を喫する。その後、回転寿司チェーンを外資に売却し、いち鮨職人として再起を期する。銀座に戻った慶太は「辻斬り」と称する道場破り的な鮨勝負を繰り返し、老舗の暖簾に胡座をかいた鮨職人達の鼻を折った。その流れでTV局と組み「スシバトル21」を開催し自らも参加、好敵手たちとの戦いの中で石塔返し（雷神返し）を習得するなど、鮨職人としてさらなる高みに辿り着いた（優勝も果たしている）。硬直化していた鮨業界の革命児と呼ばれる。
「スシバトル21」優勝後は痛めた肘のため精彩を欠いていたが、針治療により復活した。
男性読者を中心に坂巻の人気は高く、番外編として『渡職人残侠伝 慶太の味』が描かれている。
その身体は鋼のような筋肉で覆われており、本編・外伝共にその肉体美を披露するシーンも（妙に）多い。
神原 朱雀（かんばら すざく）
「松葉鮨」先代親方の孫。北山翠峰に見出されスシバトルに参戦。才能（絶対味覚）に裏打ちされた高いプライドの持ち主（ジーニアスを自称）。バトルでは敢えて相手と同じネタで勝負を挑む。準決勝で坂巻を追いつめるも、経験の差により敗退する。絶対味覚を持つが故に香りや食感を軽視する傾向にある。決勝では高野に代わり解説者となるが、第8課題から亀山に代わりきららのサポートとして参加。その後は第一回ワールドスシバトルの初戦敗退で傷ついたプライドを回復するため猛烈な修業をしたようだが、体形がマッチョになるなど、別な意味でも成長している。通称「ザク様」。
高野 有樹（たかの ゆうき）
雑誌「グルマン」の辛口編集者。寿司をライフワークとして取材で知りあったきららや坂巻にのめり込む。スシバトルの解説者となるが、博覧強記（寿司以外の料理全般のみならず、坂巻が着ていた鎖帷子の種類までも判別した）を買われてスシバトル審査員（決勝）となる。寿司のタネである魚介類の知識が豊富であり、産地を言い当てて解説するのは、専ら彼の役目となっている。
力武 匠（りきたけ たくみ）
ワールドバトル編より登場。シンちゃんの遺志を継ぎ「きなり」を支えていた若き鮨職人。菓子職人だったり、坂巻の元で修業するなど複雑な経歴の持ち主。和包丁でなくペティナイフで魚を捌く。ソレイユに自信を砕かれたあと、「きなり」に戻ったきららの助手となる。
亀岡 忠（かめおか ただし）
「辰巳ずし」の鮨職人見習い。スシバトルではきららの助手となるが、口先ばかり一人前で、腕の方はまだまだ。秤谷から特訓を受けたり思わせ振りにノートを取るなど活躍の伏線が張られるも、さしたる見せ場も無く仮病でリタイヤすることとなる。
その後、シンちゃんの助言と援助でフランスへ修業に渡り、帰国後は会員制の店を構えるなど鮨職人としてそこそこの腕前を持つようになったが、自信過剰はそれ以上に悪化していた。第二回ワールドスシバトル予選に参戦。
秤谷 小平治（はかりや こへいじ）
鮨の三大神の1人鬼神と呼ばれた伝説の渡り職人。重光との因縁から、きららの師匠となる。
藤原 重光（ふじわら しげみつ）
銀座の伝説の名店「松葉鮨」の職人として将来を嘱望されていたが、秤谷との対決で自らの器を悟り、店を辞し下町で「藤重」を開業する。のちに血の繋がりのない孫娘・きららを育てる。病に倒れ、第一部ではほとんど病床にいた。退院後は店の規模を縮小しながらも営業を再開している。博章の挑発に乗り、病を押して第二回ワールドスシバトル予選に参戦した。
ミッシェル・マシュラン
フランスのマシュラン社会長で、ヨーロッパで最も格式を誇るグルメガイドブックを発行している（モデルはミシュラン）。その日本版を出すために来日するも、最高位三ツ星に値する鮨屋が無いことに失望するが、スシバトル審査委員長に就任。審査員中唯一のフル出場で審査委員長の役職を完遂、表彰式においてスシバトル優勝の副賞として坂巻に三ツ星を授与した。
篁 舜光（たかむら しゅんこう）
唐津在住の陶芸家（人間国宝）。美食家で早くから坂巻やきららを評価している。スシバトル審査員（1回戦、2回戦、準決勝第2試合、決勝）。第二回ワールドスシバトル予選の審査員も全戦を務めた。北山翠峰とは美術学校時代からの腐れ縁。
英 公子（はなぶさ きみこ）
旧華族の令嬢であり、世界の美食を極めたという料理研究家。官能的な批評が持ち味。スシバトル審査員（1回戦、準決勝第2試合、決勝）。第二回ワールドスシバトル予選の審査員も務めた（１回戦）
峨々 蒼々太（がが そうそうた）
スシバトルを主宰するJテレビジョンの社主。その地位を利用して出場者を交代させたり、ゴリ押しで自らがスシバトル審査員（2回戦、準決勝第1試合）になったりと大会を私物化するが、準決勝第1試合、坂巻の鮨によって未熟を悟り審査員を辞す。
第二回ワールドスシバトル予選では前回に引き続き、課題を操作するなどの「演出」を行った。
小南 由希（こみなみ ゆき）
雑誌「グルマン」のライター。後にテレビ製作会社「ワンダービジョン」に転職。今時（?）の若い女性だが、富裕な家庭に生まれ育ったため一流の感性と教養を備えている。スシバトル審査員（準決勝第1試合）。味覚以外の感覚にも基づいた審査により、準決勝のキーパーソンとなった。その後グルメコンシェルジェに転進。第二回ワールド寿司バトルでも審査員を務めた（２回戦）
ジャン・ジャック・パスカル
第二回ワールドスシバトル予選で審査委員長を務めた「哲学する舌」の異名を持つ料理評論家。その酷評ぶりはノイローゼになった三ツ星シェフもいるといわれるほど。
北山 翠峰（きたやま すいほう）
日本画壇の重鎮にして美食家。自らの手で日本一の寿司屋を開く野望を持ち、きららに目を付け誘いをかけるが断られる。神崎朱雀を立てて伝説の名店「松葉鮨」の復活を企て、スシバトルで朱雀を優勝させようと暗躍する。
進藤 森（しんどう しん）
銀座「きなり」店主。通称・シンちゃん。人のいい60歳前後の男性。「松葉鮨」出身の鮨職人で、秤谷とは旧知の仲。きららにスシバトル参加資格を譲ったり、店を練習の場として提供したりした。客に合わせて握る姿勢と人柄で常連からの評判は良かった。きららが渡り職人として放浪中に心不全で死去。
和久井 五郎（わくい ごろう）
銀座の老舗「甚五郎」の親方。先代の父親が病気で倒れ30歳代で五代目を継ぐ。暖簾に胡座をかいた傲慢な男だったが、きららの「辻斬り」に敗れてからは自らの未熟を悟り、鮨職人の心を取り戻した。亡き父の部屋から伝統技術を記したノートを見付けそれを習得する。以後はネタの仕入れルート等できららを影から支えている。先代のノートもきららに託している。
タッド松岡（タッドまつおか）
本名・タダオ。甚五郎での修業後、大阪の割烹などを経てニューヨークに渡る。それまでの経験を土台とした創作料理で成功し、三ツ星レストラン「モンド・アベニュー」のオーナーシェフとなる。ロールの魔術師の異名を持ち、握り技MAX（モンド・アベニュー・クロス）を用いる。修業時代に知り合ったライバル坂巻の招聘を受けスシバトルに参戦。1回戦は師匠・和久井を破るが、2回戦できららに破れる。ちなみにロールに目覚めたのはヤクザに簀巻にされた時である。実家はアナゴ料理の老舗。
錦織サトル（にしごり サトル）
かつて日本一のマグロを握るといわれた名店「錦織」の息子。大学卒業後に店を継ぐが、それまで店にいた坂巻たち職人が退去したこともあり店は没落。意趣返しとしてスシバトル1回戦で坂巻の弱点を突く戦術をとるが敗北。その後、坂巻に弟子入り（2回戦以降のサポート）。彼の背中を追いかけている。
北邑 美和（きたむら みわ）
金沢の名店「兼六寿司」に初めて採用された女性で、叩き上げで東京支店長になった。幼い弟妹を多く抱える（上の弟はスシバトルの助手）。スシバトル1回戦できららと対戦。ポッと出のきららに敵意を持つが対戦後に和解。日本海のキトキトの魚を紹介するなど、きららのバックアップ要員に。また、きららを共に応援するうちに、和久井と親しくなる。
永田 龍児（ながた りゅうじ）
鮨の三大神の1人龍神である小貝時宗最後の弟子。鮨職人の修業後、福岡で魚の仲買人をして目利きの修業をした経歴を持つ。きららの父・博章の弟子でもある。手返しの際に龍が雲の中をうねる様に見える雲龍の握り技を用いる。スシバトル準決勝では鯛尽くしで勝負するが、きららに粘られ敗北。
里見 新一郎（さとみ しんいちろう）
江戸前寿司技術コンクールで2年連続日本一になった、スシサイボーグの異名を持つ若手実力派。2回戦で坂巻に敗れるも、準決勝では神崎のサポートとして参加。第一回ワールドスシバトルではフランスチームの一員として活躍、世界レベルの評価と知名度を得る。
未知花・イザベル・ブレッソン（みちか・イザベル・ブレッソン）
第二回ワールドスシバトル予選に参戦した菓子職人。菓子職人のコンクール予選で匠と争った際には反則勝ちだったため、遺恨がある。峨々の課題操作やタッドの指導があったとはいえ、畑違いの鮨できららに善戦した。
龍 博章（りゅう ひろあき）
凄腕だが外道の渡り職人。海棠巳之吉の孫（本名は海棠博章）で、龍神・小貝時宗の弟子。「藤重」に渡りとして来た際、手伝いの娘と懇ろになるが彼女を捨てて店を去る。不憫に思った藤原重光が身重となっていた娘を養女として引き取った。後日生まれたのがきららである。スシバトル決勝では第7課題から錦織に代わり、坂巻のサポートとして参加。対戦後、きららに一定の評価を示した。第二回ワールドスシバトル予選に参戦。
海棠 巳之吉（かいどう みのきち）
鮨の三大神の1人雷神で、雷神返し（石塔返し）を使う伝説の渡り職人。雷巳之吉の通り名で知られ、本名を知る者は少ない。晩年は平岡辰蔵（辰巳ずし・先代）の後見人となり、唐津で生涯を終えた。生前、幼少期の曾孫（きらら）と会い、彼女を自らの籍に入れる。
フェルナンド・ソレイユ
「天使の羽を持つ」と称されるスペインの天才料理人（秤谷からはエゲレス人と呼ばれる）。「スシバトル21」ではゲストコメンテーターとして登場。その後の第一回ワールドスシバトルでスペインチームを優勝に導く。第二部で「きなり」を訪れた際には料理人としての実力の片鱗を見せ、力武を一蹴した。

## 渡職人残侠伝 慶太の味
人気キャラクター・坂巻慶太の渡り職人時代を描いた番外編。基本は旅先で失われた思い出の料理を慶太が復活させていくという内容。
『オースーパージャンプ』（集英社）2006 August、2007 Februaryに掲載され、第二部開始までのつなぎとして『スーパージャンプ』17号より23号まで連載された。『オースーパージャンプ』2009 Februaryより連載再開、2010 August（この号で休刊）まで連載され、その後は増刊号や本誌に読切掲載された（2011年18号で完結）。単行本は全4巻。

## 単行本
- 原作：早川光、作画：橋本孤蔵 『江戸前鮨職人きららの仕事』 集英社〈ジャンプコミックスデラックス〉、全16巻

1. 2003年3月4日発売 ISBN 4-08-859347-2
2. 2003年3月4日発売 ISBN 4-08-859348-0
3. 2003年7月4日発売 ISBN 4-08-859368-5
4. 2003年10月3日発売 ISBN 4-08-859384-7
5. 2004年2月4日発売 ISBN 4-08-859401-0
6. 2004年6月4日発売 ISBN 4-08-859420-7
7. 2004年10月4日発売 ISBN 4-08-859441-X
8. 2005年2月4日発売 ISBN 4-08-859484-3
9. 2005年5月19日発売 ISBN 4-08-859509-2
10. 2005年10月4日発売 ISBN 4-08-859530-0
11. 2006年2月3日発売 ISBN 4-08-859558-0
12. 2006年6月2日発売 ISBN 4-08-859580-7
13. 2006年10月4日発売 ISBN 4-08-859603-X
14. 2007年2月2日発売 ISBN 978-4-08-859625-9
15. 2007年6月4日発売 ISBN 978-4-08-859648-8
16. 2007年10月4日発売 ISBN 978-4-08-859672-3

- 原作：早川光、作画：橋本孤蔵 『渡職人残侠伝 慶太の味』 集英社〈ジャンプコミックスデラックス〉、全4巻

1. 2008年5月2日発売 ISBN 978-4-08-859691-4
2. 2009年9月4日発売 ISBN 978-4-08-859796-6
3. 2010年4月30日発売 ISBN 978-4-08-859835-2
4. 2011年11月4日発売 ISBN 978-4-08-858776-9

- 原作：早川光、作画：橋本孤蔵『江戸前鮨職人きららの仕事 ワールドバトル』 集英社〈ジャンプコミックスデラックス〉、全7巻

1. 2008年5月2日発売 ISBN 978-4-08-859703-4
2. 2008年8月4日発売 ISBN 978-4-08-859721-8
3. 2009年1月5日発売 ISBN 978-4-08-859750-8
4. 2009年4月3日発売 ISBN 978-4-08-859768-3
5. 2009年9月4日発売 ISBN 978-4-08-859793-5
6. 2010年1月4日発売 ISBN 978-4-08-859814-7
7. 2010年4月30日発売 ISBN 978-4-08-859834-5

## テレビドラマ
2005年5月25日に、TBS系列2時間ドラマ『水曜プレミア 江戸前鮨職人 きららの仕事』として 21:00-22:54に放送された。原作の唐津編までをベースにしているが、一貫して東京が舞台で秤屋も登場している。

### 放映データ
- 2005年5月25日 21:00-22:54（水曜プレミア枠）
- TBS系列
- 遅れネット局は、福井テレビ（フジテレビ系列）より2008年4月1日火曜日14:05-15:55

### キャスト
- 海棠きらら- 国仲涼子
- 坂巻慶太 - 保坂尚輝
- 高野有樹 - 勝村政信
- 亀岡忠 - 東貴博
- 藤原重光 - 鹿内孝
- 平岡ミツ - 波乃久里子
- 北山翠峰 - 長門裕之
- 服部幸應
- 小林カツ代

服部と小林はスシバトル審査員（本人役）
- スシバトル司会 - 逸見太郎
- 秤屋小平治 - 田中邦衛

#### スタッフ
- 脚本:関根俊夫
- 演出:森田光則
- プロデューサー:森田光則、倉貫健二郎
- 製作:ドリマックス・テレビジョン、TBS